# Agrippina Shin

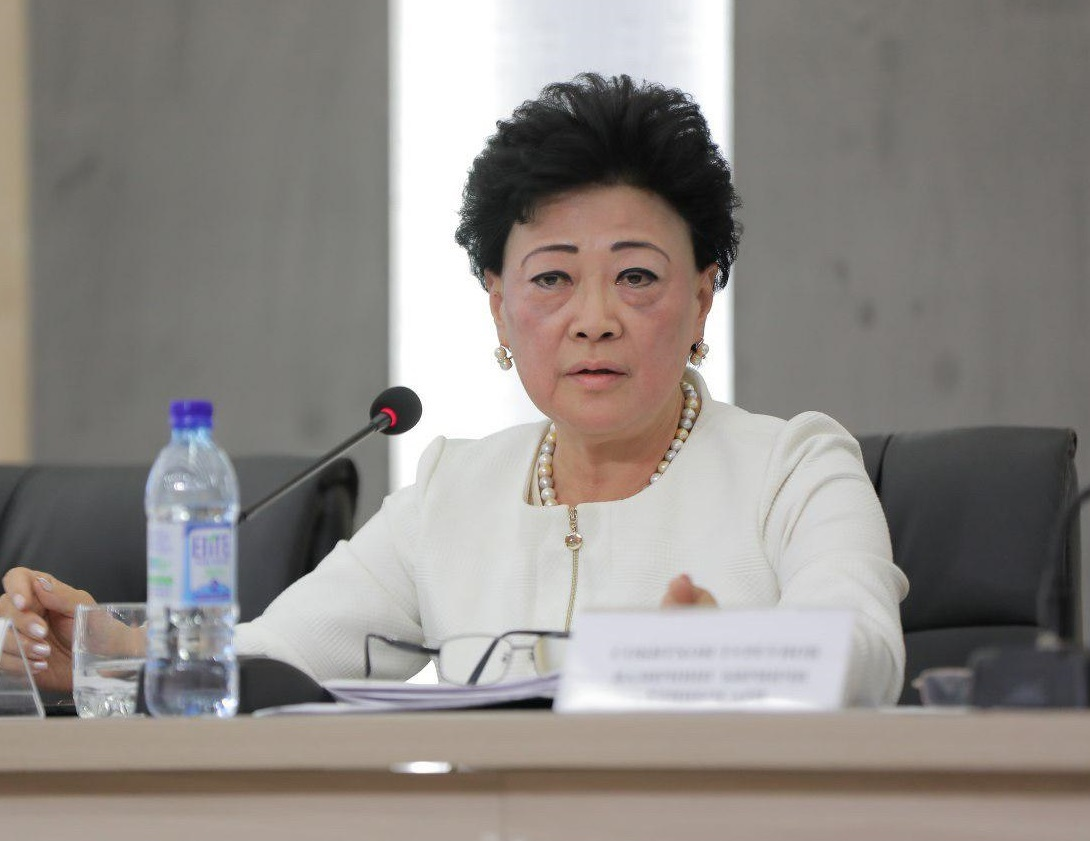
Agrippina Shin (2019)

Agrippina Vasilyevna Shin (russisch Агриппина Васильевна Шин Agrippina Wassiljewna Schin; * 29. Dezember 1958 in der Provinz Sirdaryo, Usbekische SSR) ist eine usbekische Politikerin. Von 2017 bis 2022 war sie Ministerin für Vorschulbildung. Seit 2022 ist sie stellvertretende Ministerin für Vorschul- und Schuldbildung.

## Leben
Ab 1980 war Shin Ingenieurin im Forschungslabor des Elektrotechnischen Instituts für Kommunikation Taschkent. Von 1987 bis 2017 war sie an einer Berufsschule in Taschkent tätig und war auch deren Direktorin.
Bei der Parlamentswahl in Usbekistan 2014/15 wurde sie für die Stadt Taschkent in den Senat des Oliy Majlis gewählt. Dort war sie Mitglied des Ausschusses für internationale Beziehungen, Außenwirtschaftsbeziehungen, Auslandsinvestitionen und Tourismus.
Am 19. Oktober 2017 wurde sie zur Leiterin des Ministeriums für Vorschulerziehung ernannt, das einige Wochen zuvor gegründet worden war. Seit dem 30. Dezember 2022 ist sie erste stellvertretende Ministerin für Vorschul- und Schuldbildung. Im März 2023 wurde sie zudem zur Direktorin der Agentur für Vorschulbildung ernannt.

## Auszeichnungen
- Orden der Freundschaft (2008)[5]
- Verdienter Mentor der Jugend (2013)[2]
- Orden „Ruhm der Arbeit“ (2018)[1]
- Gwanghwa-Medaille (2020)[6]